# Kneiffia allenii
Kneiffia allenii là một loài thực vật có hoa trong họ Anh thảo chiều. Loài này được (Britton) Small mô tả khoa học đầu tiên năm 1896.